# Fluid magnetoreologic
Fluidele magnetorelogice sunt fluide care-și pot modifica viscozitatea prin acțiunea unui câmp magnetic extern. Au o importanță practică deosebită.